# Louise-Geneviève Gillot de Saintonge
Louise-Geneviève de Saintonge (ou Sainctonge), née Gillot de Beaucourt en 1650 et morte le 24 mars 1718, est une femme de lettres, compositrice et librettiste française.

## Biographie
Louise-Geneviève de Saintonge est la fille de Pierre Gillot sieur de Beaucourt et de Geneviève de Gomez de Vasconcelle, auteure hispanique de romans et de pièces de théâtre. Elle serait originaire de Bourgogne aux alentours de Dijon. Elle reçoit une solide éducation culturelle encouragée par sa mère.
Louise-Geneviève Gillot épouse, en 1665, Germain de Saintonge, avocat en parlement.

## Parcours
Elle est une des premières femmes librettiste et une autrice prolifique. « Elle a écrit des épîtres, des églogues, des madrigaux et des chansons, deux comédies, deux opéras. »
Elle est la première femme à entrer à l'académie royale de musique pour ses opéras Didon et Circé, ainsi que pour son ballet Les Charmes des saisons. Ce dernier est considéré comme le premier opéra-ballet, amenant une « véritable révolution du genre lyrique ». Elle en dédie l'édition originale à Madame Palatine, belle-sœur de Louis XIV.
Dans « Avis aux lecteurs », elle explique qu'elle fait face à une cabale de la part du compositeur Pascal Colasse et de l'abbé Pic, soutenus par Lully, qui firent interdire sa pièce au profit de leur propre ballet des Saisons.

## Œuvres[6]
- Œuvres diverses de Monsieur le marquis de… Paris, 1677 : 10 sonnets dont en italien et en latin
- Didon, tragédie lyrique sur une musique de Henry Desmarest, impr. de C. Ballard, Paris 1693
  - Lire en ligne sur Gallica
- Circé, tragédie en musique représentée par l'Académie royale de musique ; musique de Henry Desmarets, 1694 chez A. Schelte (suivant la copie imprimée à Paris ; à Amsterdam), 1695 Lire en ligne sur Gallica
- Les Charmes des saisons, ballet.
  - data BNF
- Poésies galantes  Jean Guignard, Paris, in-12. 1696, privilège du roi : réuni ses pièces Didon & Circé[4]
- Histoire secrète de dom Antoine, roi de Portugal, J. Guignard, Paris 1696 : prétendument tiré des Mémoires de don Gomès Vasconcellos de Figueredo, son aïeul maternel[4]
- Poésies diverses de Mme de Sainctonge, 2e édition  A. de Fay, Dijon 1714
- La Diane de Montemayor, ou Avantures secrètes de plusieurs Grands d'Espagne, avec l'Heureux larcin, la Princesse des Isles inconnues, et l'Amant ingénieux, contes. Ensemble, l'Origine des contes, ou le Triomphe de la folie sur le bon goût. P. Prault, Paris, 1696, 1699, 1733 : mise au nouveau langage[4]
- L'automne, idylle
- Griselde ou la Princesse des Saluces
- L'Intrigue des Concerts, comédie

## Extraits
- Lettre à Monsieur L...

Grand Sénateur de plus d'une façon;
Vous avez grand esprit, grand renom,
Grand cœur, grand corps, et vous êtes tout comme
Il faut qu'on soit pour être un grand homme,
Je vous souhaite une grande santé,
Et de tout point grande prospérité,
Que votre oreille à jamais satifaite,
N'entende plus le chant de l'alouette;
Que de l'année on ne fasse chanter
Aucun oiseau sans bien vous consulter;
Car vous savez connaître le langage,
Qui peut toucher plaire davantage.
Pour vous tromper n'est Pipeur assez fin,
Il aurait beau se lever du matin,
On ne pourrait avec sa vigilance
Rien dérober à votre connaissance.
Adieu, je suis, ce jour de l'an premier,
Ce que j'étais au jour de l'an dernier,
Votre très humble et très obéissante,
Très enjouée et burlesque Servante.
- Pour son chat

Pour Ministère comment former des vœux,
Point il ne peut en amour être heureux.
Lui souhaiter maintes gentes grisettes,
C'est au vieillard présenter des noisettes.
Puisse-t-il donc dérober à propos
Poulets, perdrix, les croquer jusqu'aux os;
Que ses larcins ne soient vus de personne,
Et que chez vous comme à Lacédémone,
Ne soient punis de semblable forfait,
Que sots Larons attrapés sur le fait.